# Јастук гроба мог
Јастук гроба мог је југословенска телевизијска мини-серија, снимљена у продукцији Телевизије Београд 1990. године. Аутори серије били су режисер Сава Мрмак и сценариста Слободан Стојановић. Музику за ову мини-серију је компоновао Варткес Баронијан. Ова ТВ драма је поводом 50 година РТС-а уврштена према оцени критичара и гледалаца 2008. године међу најбољих 10 драма снимљених у историји РТС-а.